# 인천계양경찰서
인천계양경찰서(仁川桂楊警察署, Incheon Gyeyang Police Station)는 인천광역시경찰청이 관할하는 경찰서 중 하나이다. 인천광역시 계양구 일대를 관할한다. 인천광역시 계양구 계산새로 68 (계산동)에 위치하고 있다.
서장은 총경으로 보한다.

## 관할 파출소 및 지구대
인천계양경찰서는 3개 지구대와 2개 파출소를 산하에 두고 있다.
| 명칭         | 사진 | 주소                         | 관할구역                     | 치안센터      |
| ------------ | ---- | ---------------------------- | ---------------------------- | ------------- |
| 계산지구대   |      | 오조산로 43 (계산동)         | 계산4동, 작전1동, 작전서운동 | 서운치안센터  |
| 효성지구대   |      | 안남로554번길 31 (효성동)    | 효성1·2동, 작전2동           | 효성2치안센터 |
| 계양산지구대 |      | 계양산로 92 (계산동)         | 계양2동, 계산2동             |               |
| 장기파출소   |      | 장기서로 6 (장기동)          | 계양1동                      |               |
| 계산1파출소  |      | 계산천동로19번길 14 (계산동) | 계산1·3동                    |               |

## 같이 보기
- 인천광역시지방경찰청